# Реєстр спадщини Вікторіанської епохи

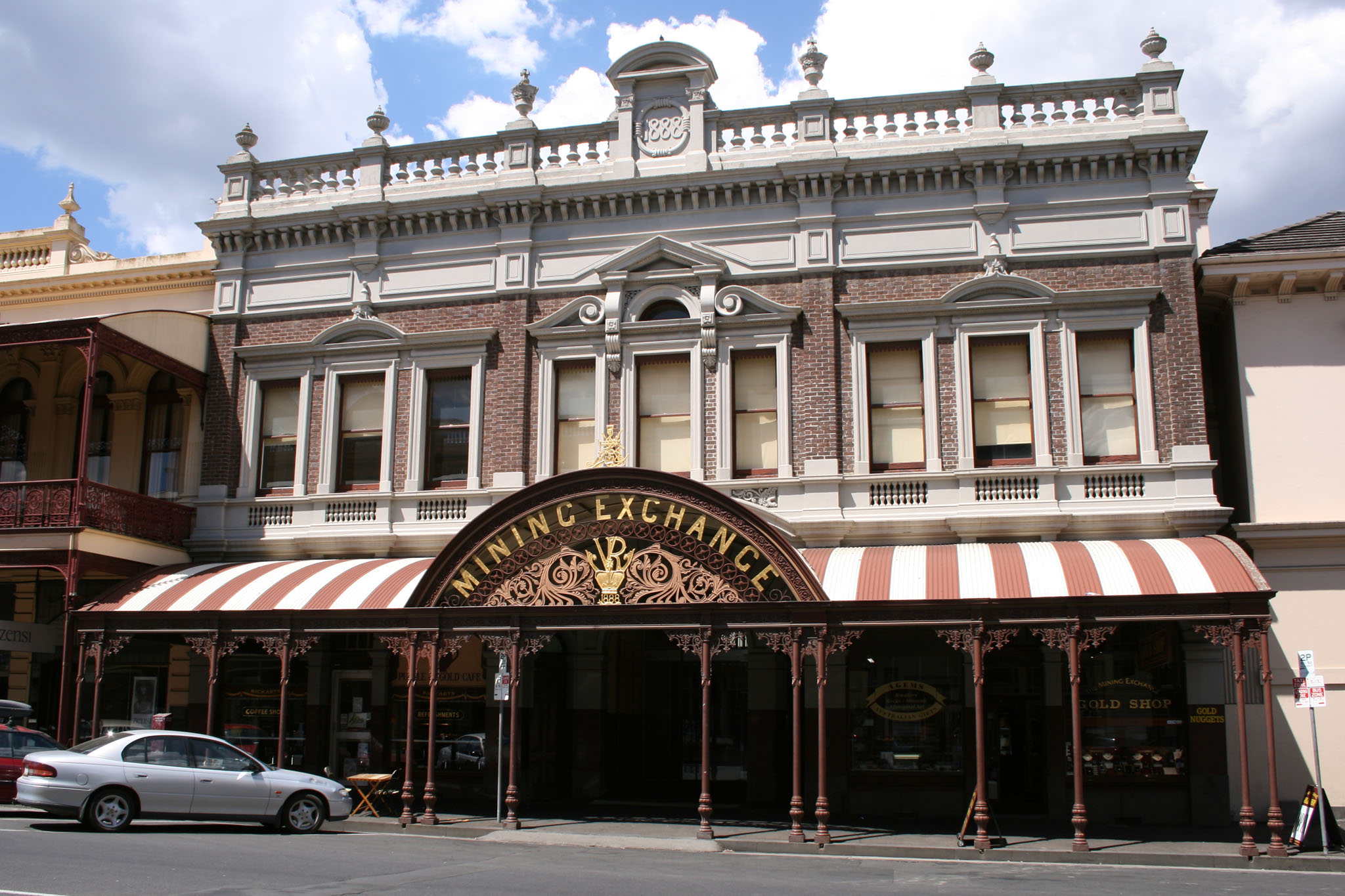
Гірнича біржа в Баллараті, штат Вікторія, будівля в Реєстрі спадщини Вікторії.

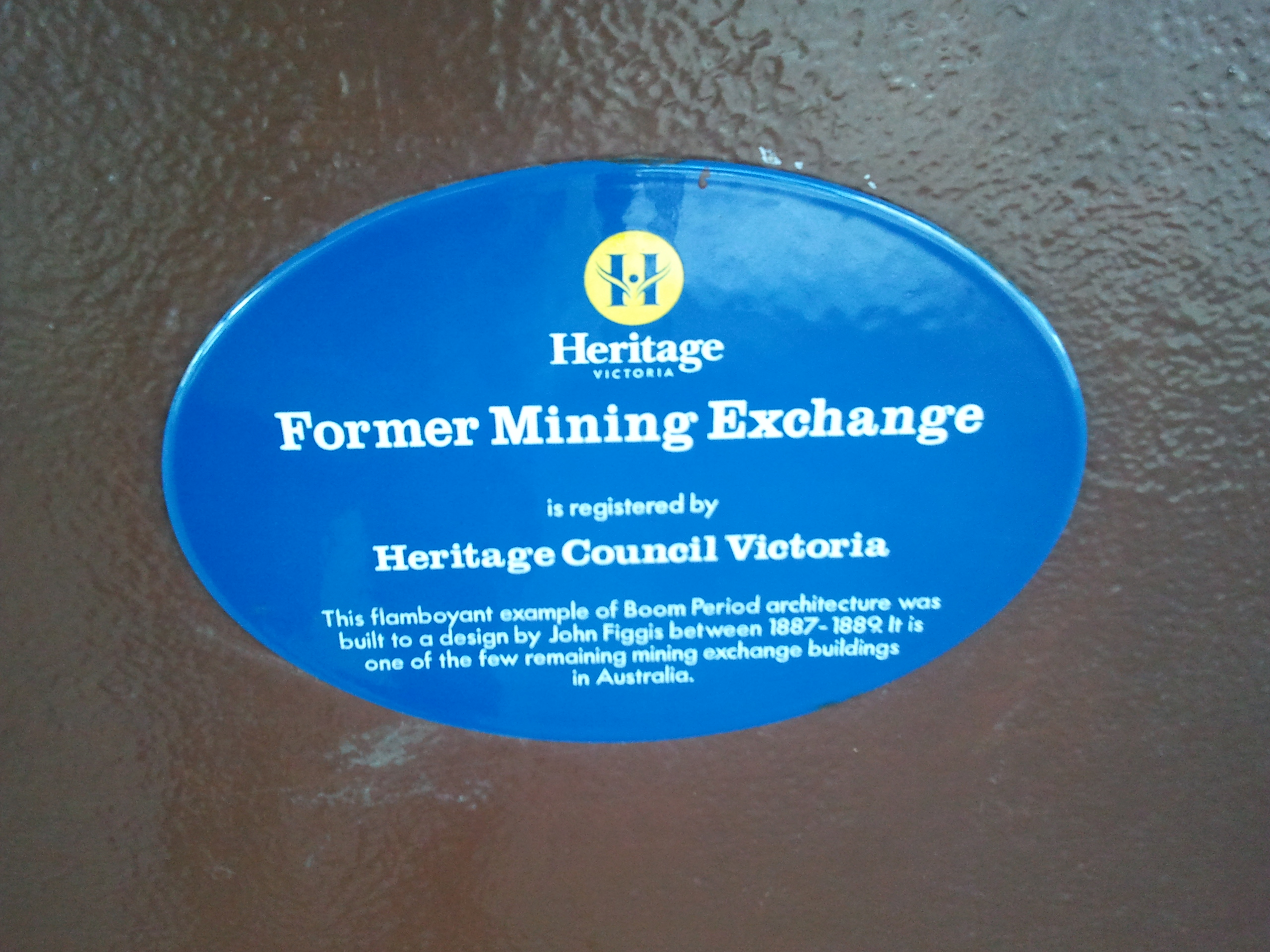
Блакитна табличка Heritage Victoria на біржі Балларат Майнінг

Реєстр спадщини Вікторії (штат), (англ. Victorian Heritage Register) (VHR) містить список місць, які вважаються культурною спадщиною штату Вікторія, Австралія . Він має юридичну вагу відповідно до Закону про спадщину 2017 року.  Відповідальним міністром є міністр планування. У 1995 році Спадщина Вікторія була створена як урядовий орган штату зі списків і дозволів, замінивши початковий орган, Раду зі збереження історичних будівель, засновану в 1974 році. Внесення до Реєстру спадщини Вікторії окреме від внесення до списку місцевої ради чи графства, відомого як Накладення спадщини. Спадщина Вікторія наразі є частиною Департаменту навколишнього середовища, землі, води та планування уряду Вікторії, Австралія . Heritage Victoria звітує перед Радою спадщини, яка затверджує рекомендації для Реєстру та розглядає апеляції, коли реєстрація оскаржується. Рада також розглядає апеляції власника щодо дозволу, виданого Спадщині Вікторія (треті особи не можуть оскаржити). Станом на 2021 рік у VHR зареєстровано понад 2400 місць і об’єктів. 
Закон дозволяє реєструвати широкий спектр місць та об’єктів культурної спадщини, зокрема:
- історичні археологічні пам'ятки та артефакти
- історичні будівлі, споруди та території
- сади, дерева та кладовища
- культурні ландшафти
- корабельні аварії та реліквії
- значні предмети та колекції

Місця, занесені до Реєстру Спадщини Вікторії, можна знайти в Базі даних Спадщини Вікторії, де також перераховано багато місць із місцевим рівнем охорони.
Внесення до Реєстру Спадщини Вікторії не означає, що місце не можна знести або змінити. Натомість потрібен дозвіл від спадщини, який може бути наданий або не наданий, або наданий з умовами. З інформацією щодо дозволів можна ознайомитись тут . «Виключення» об’єкта відбувається лише в тому випадку, якщо воно було знищено (наприклад, внаслідок пожежі) або було надано дозвіл на повне знесення чи зміни настільки масштабні, що місце більше не має значення на державному рівні. Міністр планування може втрутитися в процес внесення до списку або надання дозволу, не прийнявши поради Спадщини Вікторія або Рада спадщини, запобігши включенню місця до списку або дозволивши більшу зміну чи навіть повне знесення.
Усі місця та об'єкти, зазначені в реєстрі, мають право на блакитну табличку . 

## Дивіться також
- Будинки в Мельбурні, внесені до списку культурної спадщини
- Категорія:Реєстр спадщини Вікторії
- Список реєстрів спадщини

1. 1 2  Heritage (23 лютого 2021). Legislation and regulations. Heritage (англ.). Процитовано 12 березня 2021.
2. ↑  Blue Plaques, Department of Planning and Community Development, Victoria, архів оригіналу за 25 лютого 2011, процитовано 14 лютого 2011